# Click Mill (Dounby)

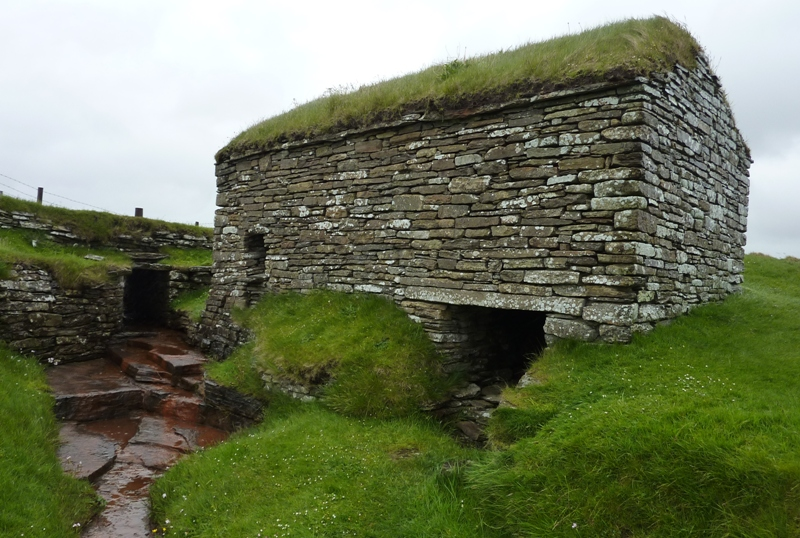
De Click Mill in Dounby.

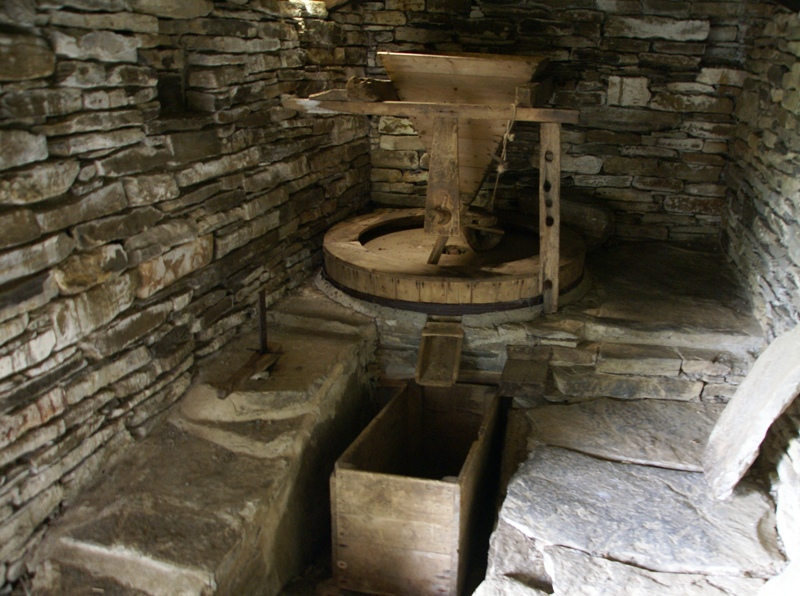
De Click Mill met trechter, maalstenen en meelkist.

De Click Mill bij Dounby is een vroeg negentiende-eeuwse horizontale watermolen, gelegen op Mainland, een van de Schotse Orkney-eilanden.

## Beschrijving
De Click Mill in Millbrig ten noordoosten van Dounby is de laatst overgebleven horizontale watermolen in Orkney en is nog in werkende staat. De watermolen werd gebouwd tussen 1822 en 1824 door John Spence ter vervanging van een oudere, ruïneuze molen.
Dit type watermolen staat bekend onder de naam click mill of clack mill naar het geluid dat de machinerie maakt wanneer de molen draait. Het type molen kwam veelvuldig voor, maar was niet zo populair op Orkney als op Lewis en op de Shetlandeilanden, waar de waterkracht groter was.
Bij een Click Mill is het houten waterrad horizontaal geplaatst in plaats van verticaal. Er is een theorie dat dit type molen werd geïntroduceerd in Schotland vanuit Ierland, waar er exemplaren zijn gevonden die dateren uit het midden van het eerste millennium.
De Click Mill bij Dounby werd in 1932 in staatsbeheer gegeven.

## Bouw
De Click Mill bij Dounby is een klein, min of meer rechthoekig gebouw van droogmetselwerk. Het dak bestaat uit platte stenen bedekt met turf.
Het horizontaal geplaatste waterrad zit aan dezelfde as als de maalstenen. Het horizontale waterrad bestaat uit twee boven elkaar geplaatste rijen van elk zes peddels.
De maalstenen hebben een houten bekisting met vandaar uit een houten goot naar een kist waarin het gemalen graan wordt opgevangen. Boven de maalstenen bevindt zich een houten trechter in een houten raamwerk waarin het ongemalen graan wordt gestort.
Aan de bovenste maalsteen was een houten stok bevestigd die bij elke rondgang stootte tegen de houten trechter (het click- of clack-geluid), waardoor er continu graan uit de trechter werd getikt om gemalen te worden.

## Beheer
De Click Mill in Dounby wordt beheerd door Historic Scotland.